# Trichosilia mediorufa
Trichosilia mediorufa är en fjärilsart som beskrevs av Corti och Max Wilhelm Karl Draudt 1933. Trichosilia mediorufa ingår i släktet Trichosilia och familjen nattflyn. Inga underarter finns listade i Catalogue of Life.